# Canton d'Oisemont
Le canton d'Oisemont est un ancien canton français situé dans le département de la Somme et la région Picardie.

## Géographie
Ce canton était organisé autour d'Oisemont dans l'arrondissement d'Abbeville (depuis 2009). Son altitude variait de 48 m (Heucourt-Croquoison) à 204 m (Neuville-Coppegueule) pour une altitude moyenne de 118 m.

## Histoire
- De 1833 à 1848, les cantons d'Oisemont et d'Hornoy avaient le même conseiller général. Le nombre de conseillers généraux était limité à 30 par département.

- Depuis le début du XXe siècle, le canton dénombre un total de 394 soldats tués lors des différentes campagnes[1] :

- 1914-1918 : 309
- 1939-1945 : 82
- Indochine : 1
- Algérie : 2
- Le 1er janvier 2009, le canton est détaché de l'arrondissement d'Amiens pour intégrer l'arrondissement d'Abbeville.

- En 2015, le canton d'Oisemont disparait : il fait partie du canton de Poix-de-Picardie.

## Représentation

### Conseillers généraux de 1833 à 2015
| Période         | Période          | Identité                                            | Étiquette           | Qualité |
| --------------- | ---------------- | --------------------------------------------------- | ------------------- | --- |
| 1833            | 1845 (décès)     | Charles François Victor de Dompierre d'Hornoy       |                     | Propriétaire exploitant agricole, maire d'Hornoy Député (1827-1831) |
| 1845            | 1848             | Alexandre de Dompierre d'Hornoy (fils du précédent) | Libéral             | Magistrat, propriétaire, maire de Hornoy-le-Bourg Président du Conseil Général (1850, 1871-1873), Député (1849-1851)                                                                       |
| 1848            | 1859 (décès)     | Alfred Baron de Morgan-Frondeville                  |                     | Propriétaire, maire de Belloy-Saint-Léonard |
| 1859            | 1861             | Charles, Comte de Forceville                        | Droite              | Propriétaire, maire de Forceville-en-Vimeu |
| 1861            | 1866 (décès)     | Constant Thuillier                                  | Républicain         | Avocat, membre du Conseil d'État, Préfet |
| 1866            | 1886             | Charles Marie André Paul, Comte de Forceville       | Droite              | Propriétaire, maire de Forceville-en-Vimeu |
| 1886            | 1892 (décès)     | Pierre Feuilloy                                     | Républicain         | Propriétaire, maire de Senarpont |
| 1892            | 1898             | Albert Dauphin                                      | Modéré-conservateur | Magistrat Maire d'Amiens (1868-1873) Président du Conseil Général (1873-1889 et 1892-1898) Député (1872) Sénateur (1876-1898) Ministre (1886-1887)                                         |
| 1898            | 1904             | Édouard Mongin                                      | Républicain         | Industriel Maire d'Inval-Boiron (1892 → 1903) |
| 1904            | 1907 (décès)     | Raymond Léquibin                                    | Rad.                | Officier de santé Maire d'Oisemont (1898-1904) |
| 1908            | 1940             | Émile Boucher                                       | Rad.                | Négociant en quincaillerie Maire d'Oisemont (1908-1943) |
|                 |                  |                                                     |                     | |
| 1945            | 1949 (décès)     | Léon Niquet                                         | SFIO                | Instituteur Adjoint au Maire de Nesle-l'Hôpital |
| 23 octobre 1949 | 1964             | Pierre Vasseur                                      | Rad.                | Huissier Maire d'Oisemont (1943-1965) |
| 1964            | 1980 (décès)     | Charles Bignon                                      | UDR puis RPR        | Directeur des établissements Cosserat Député (1968-1978) Maire de Bermesnil (1957-1980) |
| 1980            | 2014 (démission) | Jérôme Bignon                                       | RPR puis UMP        | Avocat Député (1993-1997 et 2002-2012) Maire de Bermesnil (1980-2001) Conseiller municipal d'Oisemont (2001-2008) Conseiller régional (1986-1992) Sénateur de la Somme (2014-2020)         |
| 2014            | 2015             | Isabelle de Waziers                                 | UMP                 | Chercheur à l'INSERM Maire de Lignières-en-Vimeu (depuis 1995) Présidente de la Communauté de communes de la Région d'Oisemont (2014-2017) Élue en 2015 dans le canton de Poix-de-Picardie |

### Conseillers d'arrondissement de 1833 à 1940
| Période                                  | Période      | Identité                          | Étiquette       | Qualité |
| ---------------------------------------- | ------------ | --------------------------------- | --------------- | --- |
| 1833                                     | 1836         | Jean Honoré de Valois (1779-1851) |                 | Juge de paix, propriétaire à Aumâtre                                                                        |
| 1836                                     | 1842         | Joseph Auguste François Lapassade |                 | Sous-caissier de la Chambre des Pairs, propriétaire à Bernapré                                              |
| 1842                                     | 1848         | Charles Honoré Martin (1782-1860) |                 | Notaire, maire d'Oisemont (1811-1815 et 1830-1853)                                                          |
|                                          |              |                                   |                 | |
|                                          | 1890 (décès) | Prosper de Rambures (1825-1890)   |                 | Propriétaire, maire de Fresnoy-Andainville                                                                  |
|                                          |              |                                   |                 | |
| 1913                                     | 1919         | Georges Bienaimé                  | RG puis Radical | Docteur en droit, Président de l'Union démocratique de la Somme, conseiller municipal d'Oisemont            |
| 1919                                     | 1925         | Pierre Comte de Waziers           | Conservateur    | Propriétaire, maire de Lignières-en-Vimeu (1900-1925)                                                       |
| 1925                                     | 1940         | Louis Quevauvillers               | RG              | Agriculteur, maire d'Aumâtre                                                                                |
| 1940                                     |              |                                   |                 | Les conseils d'arrondissement ont été suspendus par la loi du 12 octobre 1940 et n'ont jamais été réactivés |
| Les données manquantes sont à compléter. |              |                                   |                 | |

## Composition
Le canton d'Oisemont regroupait 31 communes et comptait 5 957 habitants (recensement de 1999 sans doubles comptes).
| Communes               | Population (2012) | Code postal | Code Insee |
| ---------------------- | ----------------- | ----------- | ---------- |
| Andainville            | 196               | 80140       | 80022      |
| Aumâtre                | 196               | 80140       | 80040      |
| Avesnes-Chaussoy       | 53                | 80140       | 80048      |
| Bermesnil              | 203               | 80140       | 80084      |
| Cannessières           | 85                | 80140       | 80169      |
| Épaumesnil             | 107               | 80140       | 80269      |
| Étréjust               | 39                | 80140       | 80297      |
| Fontaine-le-Sec        | 151               | 80140       | 80324      |
| Forceville-en-Vimeu    | 262               | 80140       | 80330      |
| Foucaucourt-Hors-Nesle | 68                | 80140       | 80336      |
| Fresnes-Tilloloy       | 137               | 80140       | 80354      |
| Fresneville            | 78                | 80140       | 80355      |
| Fresnoy-Andainville    | 80                | 80140       | 80356      |
| Frettecuisse           | 68                | 80140       | 80361      |
| Heucourt-Croquoison    | 101               | 80270       | 80437      |
| Inval-Boiron           | 90                | 80430       | 80450      |
| Lignières-en-Vimeu     | 107               | 80140       | 80480      |
| Le Mazis               | 97                | 80430       | 80522      |
| Mouflières             | 71                | 80140       | 80575      |
| Nesle-l'Hôpital        | 158               | 80140       | 80586      |
| Neslette               | 91                | 80140       | 80587      |
| Neuville-au-Bois       | 183               | 80140       | 80591      |
| Neuville-Coppegueule   | 535               | 80430       | 80592      |
| Oisemont               | 1 244             | 80140       | 80606      |
| Saint-Aubin-Rivière    | 113               | 80430       | 80699      |
| Saint-Léger-sur-Bresle | 57                | 80140       | 80707      |
| Saint-Maulvis          | 226               | 80140       | 80709      |
| Senarpont              | 770               | 80140       | 80732      |
| Vergies                | 151               | 80270       | 80788      |
| Villeroy               | 216               | 80140       | 80796      |
| Woirel                 | 24                | 80140       | 80828      |

## Démographie
| 1962  | 1968  | 1975  | 1982  | 1990  | 1999  | 2009 |
| ----- | ----- | ----- | ----- | ----- | ----- | ---- |
| 5 753 | 6 347 | 6 340 | 6 232 | 6 172 | 5 957 | -    |

## Personnalités liées au canton
- Albert Dauphin[4](né le 26 août 1827, mort le 14 novembre 1898) fut successivement : avocat puis bâtonnier au barreau d'Amiens, maire d'Amiens, ministre des finances (6 mois), préfet de la Somme, président du conseil général de la Somme (2 mandats), député (2 mandats), procureur général de la cour d'appel de Paris, 1er président de la cour d'appel d'Amiens puis Conseiller général d'Amiens Sud-Est et du canton d'Oisemont de 1892 à 1898.